# Nolana stenophylla
Nolana stenophylla es una de las 49 especies pertenecientes al género Nolana presentes en Chile de la familia de las solanáceas (Solanaceae). Esta especie en particular es endémica con una distribución muy reducida en el borde costero norte de la Región de Antofagasta y la Región de Atacama en Chile.

## Descripción
Nolana stenophylla se encuentra descrita como arbusto perenne, de forma globosa y decumbente, forma manchones posee abundantes pelos glandulares cortos.Posee internodos de 1 a 3 cm de largo. Las ramas terminales son de 10 a 20 cm de largo, erectas y crasas.  Es una planta densa de color verde-amarillo. Alcanza entre los 15 y 30 cm de altura y un diámetro que oscila entre los 30 cm a los 200 cm.
Presenta flores grandes solitarias, ubicadas en la axilas de las hojas. Pedúnculo durante la antesis es de 5 a 20 mm de largo, ascendente, y durante la fructificación puede llegar a los 10 a 14 mm de largo, curvado. Su cáliz de forma cilíndrico, de 15 a 20 mm de lago y 8 a 10 mm de diámetro, con lóbulos lanceolados acuminados, de 20 a 25 mm de largo. La corola posee de 5 pétalos unidos con forma de campana, gamopétalas, de 28 a 35 mm de largo, su corola normalmente es de color blanco, azul o lila claro, lobulada, sus lóbulos son anchos e incisos de unos 7 mm. 
La parte interior de la flor o garganta es de color blanca. Posee 5 estambres desiguales en tamaño de color blanco de 4 a 7 mm de largo y anteras son de color morado y polen de color blanco a lila. Estilo de 10 mm de largo. 
Nolana stenophylla, según la morfología foliar de esta especie, presenta hojas lineares, carnosas, ápice redondeado y base algo atenuada, de 15 a 35 mm de largo y 1,3 a 2,5 mm de ancho, presenta indumento de pelos finos y cortos.
El fruto es un esquizocarpio  de 9 a 12 mm de diámetro y unos 5 mm de alto, posee de 4 a 5 semillas unidas por la base y por los costados.
Crece en sectores costeros con suelo pedregoso o rocoso, muy cerca del mar o en quebradas con influencia de neblinas costeras, con alta radiación solar en terrenos planos y sectores con exposición norte. Crece desde los 0 hasta los 500 metros sobre el nivel del mar, en quebradas interiores con influencia de la camanchaca puede llegar hasta los 2000 metros. Esta especie en particular requiere de la humedad de neblinas costera camanchaca. No resiste heladas. En la región de Atacama florece con mayor intensidad en períodos de desierto florido. Puede soportar una temporada seca de 8 hasta 12 meses e incluso años sin precipitaciones. Habita en un clima de rusticidad USDA equivalente a zonas 10 y 11.

## Nombres vernáculos
Esta especie es conocida como 'suspiro chico' o simplemente como 'suspiro', al igual que otras especies. 

## Importancia
Esta es especie conocida como 'suspiro de campo' constituye una de las flores emblemáticas que aparecen durante la floración del fenómeno denominado Desierto florido
Es considerada una planta gran valor ornamental.

## Amenazas
Una de las principales amenazas de esta especie la constituyen factores antrópicos como la urbanización y ocupación del borde costero, por acción antrópica por el turismo, colecta de flores y por sobrepastoreo de caprinos y mulares.